# 迈德尔·温达
迈德尔·温达（西班牙語：Maider Unda，1977年7月2日—），西班牙女子摔跤运动员。她曾代表西班牙参加2008年和2012年夏季奥林匹克运动会摔跤比赛，其中2012年奥运会获得一枚铜牌。